# Belén (Nariño)
Belén es un municipio del departamento de Nariño, en el sur de Colombia.
Fecha de creación del Municipio: el 20 de enero de 1986.

## Historia
Originalmente, Belén fue una vereda que pertenecía al municipio de La Cruz, y estaba poblado por unas cuantas familias que se constituyeron en los primeros pobladores. Existió en esta población un maestro de nombre Salomón Ordóñez, creador de la familia Ordóñez, por quien casi esta poblada toda la población de Belén, quien durante largos años se dedicó a la maestranza y a orientar la educación de este pueblo a sus múltiples consultas e investigaciones, se atribuye la versión de que la fundación de un caserío que inicialmente se llamaba "Las Llanadas", en terrenos donados por la señora Liberata Solarte comprados al señor Juan Gómez por e $ 80 pesos y de 8 décimos moneda de plata; en estos terrenos hoy está situada la plaza principal alrededor de la cual se construyeron unas cuantas chozas que más tarde se harían casas de teja y construirían el marco de la plaza definitivo.
Muchos años después, en 1837 la Señora Soledad Argote donó un lote de terreno para que en él se construyeron la iglesia y la casa cural. En 1892, la población de 'Las Llanadas' asciende a la categoría de inspección de policía departamental y fue el primer inspector el señor Blas Ortega.
Hacia 1900 la vida que llevaban los habitantes de aquel entonces era sencilla, dedicándose los hombres a las labores del campo y las mujeres a los oficios domésticos. Derivaban su sustento en un 98% de la agricultura y el 2% a labores como la carpintería , alfarería, artesanía de la paja toquilla y tejidos de lana de oveja. Había una serie de actividades que tenían que llevarse acabó en la cabecera municipal a donde se dirigían la gran mayoría a pie y unos cuantos a caballo por caminos de herradura. Entre esas diligencias se puede nombrar: el mercado, los sacramentos y diligencias de oficina.
Según consta en los documentos, el cambio de nombre se produce a finales de 1929 por insinuación del sacerdote Jesús Escobar, quien no conforme con el de "Llanadas" propuso de manera convincente se llame Belén, por ser este de origen bíblico. Por estos tiempos la forma de vida de los habitantes de este pueblo se va tomando diferente, por cuanto ya no dependen para sobrevivir única y exclusivamente de la agricultura si no que dedican a artesanía del cuero de manera incipiente por cuanto este trabajo se lo desarrolla en forma rudimentaria. El 27 de mayo de 1953 por Decreto No 541 emanado de la arquidiócesis de Popayán y siendo Arzobispo Diego María Gómez, - parroquia fue ascendida a parroquia con el nombre de nuestra señora del Rosario, siendo su primer párroco el sacerdote Rafael Monc
Con el paso del tiempo los moradores de esta región empiezan a inquietarse por buscar mejores alternativas de desarrollo para el pueblo en todos los campos. Para tal efecto se organiza la primera Junta de Acción Comunal de la cual fuera el presidente el sacerdote Juan R. Jaramillo, como ente creado por el gobierno Nacional para que a través de él se busquen las soluciones a los problemas de las comunidades y se propenda por el desarrollo de las mismas, Belén empieza a despegar hacia un mejor futuro y es así como se va logrando mejorar la tecnología de la artesanía, se amplia la cobertura en el campo educativo, se tiende la red de la telegrafía, se consigue la construcción del acueducto y alcantarillado, se construye el puesto de salud y se instala el servicio de energía eléctrica.
La parte final de la década de los setenta y la década de los ochenta, fueron definitivas para el desarrollo de lo que hoy es en Municipio de Belén; así por ejemplo en 1979 se fundó el colegio Departamental “ Nuestra Señora de Belén” con el reverendo padre Libardo Arango Echeverry a la cabeza, este hecho se supone que iría a mejorar notablemente la educación del pueblo; también se crea una oficina de la Caja Agraria lo cual permitió que él en ese entonces corregimiento de Belén alcance un mayor desarrollo económico. Hacia 1985 se asciende a la categoría de Municipio mediante ordenanza N 053 del 12 de diciembre de 1985 siendo gobernadora del Departamento la Doctora Mercedes Apraez Ortega, presidente de la asamblea Departamental el Doctor Darío Martínez Betancourt y Ricardo Jurado Calvache secretario general.
El 20 de enero de 1986, se hace la inauguración del que sería el 56 municipio del Departamento de Nariño, a este acontecimiento asiste la señora Gobernadora del Departamento y otras personalidades de la política regional, en esta fecha se nombra al primer Alcalde Municipal señor Enrique Copérnico Argote Zambrano. Por resolución N.º 08 y Acuerdo N.º 15 del 19 de junio de 1986 se nombra al primer juez promiscuo Municipal nombramiento que recayó sobre el Doctor Alfonso Zarama S. Mediante decreto N.º 464 de 18 de julio de 1986 la Gobernación de Nariño convoca a elección de concejales en el nuevo Municipio, a su vez la Registraduría Nacional del Estado Civil a través de la delegación Departamental, mediante resolución N.º 137 del 12 de agosto de 1986 designa funcionarios para realizar la elección, hecho que sucedió el 21 de septiembre de 1986.

## Geografía
El municipio de Belén se encuentra localizado al Nororiente del Departamento de Nariño en la región Andina, a una distancia de 52 km de las ciudades de San Juan de Pasto – capital del Departamento, y a 468 km de la capital nacional Bogotá, por la carretera que desde Belén conduce a los Municipios de San Bernardo, San José de Alban y Buesaco.
Microcuencas
En el Municipio de Belén existen 16 microcuencas, a saber: 
Microcuenca El Prado, El Remolino, Del Acueducto, Chupadero, Cerro Negro, Tres Puentes, La Esperanza, La Laguna, Bolaños, Sebastianillo, Potrerito, Mocondino, La Palma, Los Robles, Peña Negra y El Salado. Se conciben principalmente las microcuencas de Peña Negra, Cerro Negro, Chupadero, La Laguna, Bolaños y El Salado, como zonas de importancia para la conservación y protección de recursos naturales, paisajísticos y geográficos.
Las microcuencas Mocondino, Sebastianillo, Potrerito, La Palma, Los Robles, Tres Puentes, El Prado y El Remolino adquieren gran importancia en el aspecto de recuperación puesto que su alto grado de deterioro ambiental representa una amenaza y riesgo para el municipio.
En cuanto a los sistemas de abastecimiento de agua de los sectores urbano y rural adquieren gran importancia las microcuencas Mocondino, El Acueducto y El Granizo (esta última localizada en la jurisdicción de La Cruz), la cual surte de agua al acueducto de la cabecera municipal de Belén. 
Las microcuencas La Esperanza, Santa Rosa, Sebastianillo, Potrerito, Los Robles, La Palma, La Laguna, El Prado y El Remolino se caracterizan por ser las más pobladas; en cambio, las microcuencas El Salado, Bolaños, Peña Negra y Chupadero son las menos pobladas. El asentamiento de una menor población sobre una microcuenca favorece el sostenimiento de sus recursos naturales puesto que a mayor densidad poblacional mayor será la presión sobre los recursos disponibles.

### Límites municipales
A continuación una lista con los municipios que comparten frontera con Belén:
- Norte y Oeste: Colón y La Unión.
- Este: La Cruz.
- Suroeste: San Pedro de Cartago
- Sur: San Bernardo.

## División Político-Administrativa
Además de su Cabecera municipal. Belén tiene bajo su jurisdicción el centro poblado: Santa Rosa.

#### Veredas
Belén Especial, La Esperanza y otras treces veredas.

## Vías de comunicación
Terrestres
Belén se encuentra comunicado con los principales centros comerciales del Departamento e interdepartamental por carretera de tipo nacional, en su gran parte por carretera destapada y en regular estado de conservación. Para los mercados de Popayán, Cali y Medellín se hace en parte por carretera destapada hasta el punto denominado Mojarras, para posteriormente desplazarse por la vía Panamericana.
Belén se comunica con Pasto por vía destapada a 89 km, con el municipio de La Cruz a 22 km de carretera destapada en mal estado y a 21 km con el municipio de San Pablo por carretera de una sola vía, siendo ésta la más utilizada para comunicarse con el norte del país, para donde se comercia los productos obtenidos en la industria del cuero.

## Turismo
- Carnavales de Negros y Blancos: Los días 5 y 6 de enero de cada año se celebra las festividades de blancos y negros, carnavales autóctonos de la región.
- La feria del cuero: la feria del Cuero se realiza el mes de agosto(17,18,19)
- Mocondino Rock 3 de enero
- Navidad 24 de diciembre. Alumbrado de las calles del municipio
- Santos Inocentes: 28 de Diciembre:Esta tradición se celebra los hombres se visten de mujeres y las mujeres de hombres y el grupo ganador recibe un asado y una caja de aguardiente,
- Semana Santa: En Semana Santa tenemos, entre el día lunes y hasta el día sábado de Resurrección hay celebraciones litúrgicas tradicionales y de costumbre de todos los pueblos católicos; como algo diferente y muy particular hay que destacar dos tradiciones de esta comunidad en la celebración de la Semana Santa: para el día Jueves Santo, la costumbre es de hacer romería hasta el templo de la Virgen de La Playa, el cual está ubicado dos kilómetros más allá de la población de San Pablo; esta caminata la inician desde las tres de la madrugada, y generalmente se gastan cuatro horas en el recorrido, llegando al Santuario según la hora de salida; los peregrinos para este recorrido se proveen de buenos avíos, en los cuales incluyen la gallina, carnes, bebidas y el famoso cuy asado; el regreso se lo hacen en vehículo, para esto los carros escaleras de la población hacen varios viajes trasportando de regreso a la gente. El día Viernes Santo, es tradición realizar el Vía Crucis desde veredas aledañas como Plazuelas, la Esperanza y Sebastianillo, que distan unos dos kilómetros de la población; las estaciones se las hace en vivo con participación de los moradores de esas secciones y la crucifixión se hace en la plaza principal, también en vivo, para dar paso a la Hora Santa 8 de agosto de 1995, casa de habitación ). En la Semana Santa se vive una paz espiritual muy intensa, la cual termina el Sábado Santo, con una Misa de Resurrección.
- Fiestas patronales: Cabe anotar el hecho de que en la población de Belén se le atribuye la fiesta patronal a la feria del cuero

Paulatinamente, la economía de lo que hoy es el municipio de Belén, fue dependiendo en su mayor porcentaje de la artesanía del cuero a tal punto que en la actualidad la base económica del municipio está representada por esta industria manufacturera. En números concretos se puede decir que la economía del municipio se representa así: 70% Artesanía del cuero 15% Agricultura 10% Ganadería 5% Comercio
El Municipio de Belén Especial depende de la curtición de pieles, marroquinería y del comercio de productos de cuero producidos en la región;  la explotación de parcelas en mínima y no alcanza para suplir las necesidades de la población por lo que los productos son traídos de municipios vecinos y desde la ciudad de Pasto; los corregimientos de La Esperanza y Santa Rosa basan su economía en la agricultura y en menor porcentaje a la elaboración y comercialización de productos de cuero.
Corregimiento Belén Especial: producción industrial de marroquinería, comercio de productos de cuero, comercio de productos de la canasta familiar, actividades económicas propias de la región.
Vereda La Esperanza: producción agrícola, marroquinera y pecuaria.
Corregimiento Santa Rosa: producción agrícola, marroquinera, pesquera y pecuaria.